# Hurdsfield
Hurdsfield es una ciudad ubicada en el condado de Wells en el estado estadounidense de Dakota del Norte. En el censo de 2010 tenía una población de 84 habitantes y una densidad poblacional de 120,12 personas por km².

## Geografía
Hurdsfield se encuentra ubicada en las coordenadas 47°26′50″N 99°55′49″O / 47.44722, -99.93028. Según la Oficina del Censo de los Estados Unidos, Hurdsfield tiene una superficie total de 0.7 km², de la cual 0.7 km² corresponden a tierra firme y (0%) 0 km² es agua.

## Demografía
Según el censo de 2010, había 84 personas residiendo en Hurdsfield. La densidad de población era de 120,12 hab./km². De los 84 habitantes, Hurdsfield estaba compuesto por el 100% blancos, el 0% eran afroamericanos, el 0% eran amerindios, el 0% eran asiáticos, el 0% eran isleños del Pacífico, el 0% eran de otras razas y el 0% pertenecían a dos o más razas. Del total de la población el 0% eran hispanos o latinos de cualquier raza.